# Паолуччи, Густаво
Густаво Рене Паолуччи (итал. Gustavo Rene Paolucci, 28 января 1954) — аргентинский хоккеист (хоккей на траве), полевой игрок, тренер. Двукратный чемпион Панамериканских игр 1975 и 1979 годов как игрок, 1991 года — как тренер.

## Биография
Густаво Паолуччи родился 28 января 1954 года.
В 1976 году вошёл в состав сборной Аргентины по хоккею на траве на летних Олимпийских играх в Монреале, занявшей 11-е место. Играл в поле, провёл 6 матчей, забил 2 мяча (по одному в ворота сборных Австралии и Бельгии).
В 1975 и 1979 годах в составе сборной Аргентины завоевал золотые медали хоккейных турниров Панамериканских игр.
По окончании игровой карьеры стал тренером. Тренировал женскую сборную Аргентины по хоккею на траве. В 1990 году занял с ней 9-е место на чемпионате мира, в 1991 году завоевал золотую медаль на Панамериканских играх в Гаване.